# ISO 3166-2:NI
کد ISO 3166-2:NI بخشی از استاندارد ایزو ۳۱۶۶ برای کشور نیکاراگوئه است که توسط سازمان بین‌المللی استانداردسازی ISO تنظیم شده‌است این سازمان، کدهای استاندارد را برای تقسیمات کشوری (ایالت‌ها یا استان‌های) کشورهای فهرست شده در استاندارد ایزو ۳۱۶۶-۱ تعریف می‌کند.
هر کد شامل دو بخش می‌گردد که توسط علامت - جدا می‌گردند.
- بخش نخست NI که در ایزو ۳۱۶۶-۱ آلفا-۲ کد کشور نیکاراگوئه است.
- بخش دوم شامل یک یا دو یا سه حرف است که بیان‌کننده استان یا ایالت کشور نیکاراگوئه می‌باشد.

## کدها
| کدها     | بخش                                 |
| -------- | ----------------------------------- |
| NI-BO    | بوآکو                               |
| NI-CA    | Carazo Department                   |
| NI-CI    | Chinandega Department               |
| NI-CO    | Chontales Department                |
| NI-ES    | Estelí Department                   |
| NI-GR    | Granada Department                  |
| NI-JI    | Jinotega Department                 |
| NI-LE    | León Department                     |
| NI-MD    | Madriz Department                   |
| NI-MN    | Managua Department                  |
| NI-MS    | Masaya Department                   |
| NI-MT    | استان ماتاگالپا                     |
| NI-NS    | Nueva Segovia Department            |
| NI-SJ    | Río San Juan Department             |
| NI-RI    | Rivas Department                    |
| NI-AN    | Región Autónoma del Atlántico Norte |
| NI-AS</> | Región Autónoma del Atlántico Sur   |